# AbbVie
AbbVie — американская биофармакологическая компания, основанная в 2013 году выделением из Abbott Laboratories. Одна из крупнейших фармацевтических компаний мира.

## История
19 октября 2011 года Abbott Laboratories анонсировала планы по разделению на две публичные компании. Новая Abbott сконцентрируется на производстве медицинского, диагностического оборудования и продуктов питания, а новообразованная AbbVie будет заниматься разработкой и производством фармацевтических препаратов. 1 января 2013 года разделение вступило в силу и AbbVie официально включили в листинг на NYSE с тикером ABBV 2 января 2013 года
По словам Майлза Уайна, который в то время занимал пост CEO, цель разделения — дать возможность отдельно оценивать различные бизнес направления. Некоторые инвесторы были обеспокоены, что разделение задумывалось для защиты стоимости компании от потерь, связанных с фармацевтическим направлением и неизбежностью истечения сроков патентов на Humira, на который приходится половина доходов фармацевтического направления.
В марте 2020 года, когда пандемия COVID-19 переросла в международный кризис, правительство Израиля заявило, что вынудит AbbVie лицензировать свои патенты на Калетру, торговую марку препарата Лопинавир/Ритонавир (комбинированный препарат для лечения и профилактики ВИЧ и СПИД, который также считался применимым в лечении COVID-19). В ответ AbbVie анонсировала, что полностью прекратит защиту патентов на препарат.
В мае 2020 года была куплена ирландская компания Allergan, стоимость сделки составила 63 млрд долларов.
В июне 2021 года финсовый комитет сената США возглавляемый Роном Уайденом инициировал расследование в отношении компании об использовании закона о сокращении налогов и занятости для выкупа собственных акций за счёт прибыли, сэкономленной за счёт налогооблажения, в виде миллиардов налоговых сбережений. В письме генеральному директору AbbVie Ричарду Гонзалесу, Уайден писал, что компания сообщала о понесённых убытках до налогообложения в США в размере 4,5 млрд долларов США и о прибыли до налогообложения за рубежом в размере 7,5 млрд долларов США. Уайден обвинил компанию в перемещении доходов для избежения налогов в США.

## Собственники и руководство
С самого создания компании в начале 2013 года посты председателя совета директоров и главного исполнительного директора занимает Ричард Гонзалес (Richard A. Gonzalez, род. в 1953 году); до этого он возглавлял подразделение фармацевтической продукции Abbott Laboratories, в Abbott работал с 1977 года.
Президентом и вице-председателем с 2018 года является Майкл Северино (Michael E. Severino).

## Деятельность
Основные производственные мощности находятся в США (штаты Калифорния, Иллинойс, Огайо, Массачусетс, Техас, Нью-Джерси, Пуэрто-Рико), а также в Ирландии, Италии, Германии, Франции, Сингапуре и Коста-Рике. Выручка за 2021 год составила 56,2 млрд долларов, из них 43,5 млрд в США, другими значимыми для компании рынками были Канада ($1,4 млрд), Германия ($1,2 млрд), Япония ($1,1 млрд), Франция ($0,94 млрд), Китай ($0,86 млрд), Австралия ($0,53 млрд), Испания ($0,52 млрд), Италия ($0,51 млрд), Великобритания ($0,50 млрд) и Бразилия ($0,37 млрд).
По доле в выручке основными препаратами компании были:
- Хумира (Humira, адалимумаб) — для лечения ревматоидного артрита, $20,69 млрд;
- Имбрувика (Imbruvica, ибрутиниб) — противоопухолевый препарат, $5,41 млрд;
- Ботокс (ботулотоксин) — косметический (разглаживание морщин) и лекарственный препарат, $4,68 млрд;
- Скиризи (Skyrizi, рисанкизумаб) — для лечения псориаза, $2,94 млрд;
- Венклекста (Venclexta, венетоклакс) — для лечения хронического лимфолейкоза, $1,82 млрд;
- Врейлар (Vraylar, карипразин) — Атипичный антипсихотик, $1,73 млрд;
- Рестасис (Restasis, циклоспорин) — иммунодепрессант, $1,29 млрд;
- Мавирет (Mavyret, glecaprevir/pibrentasvir) — для лечения гепатита C, $1,71 млрд;
- Ринвок (Rinvoq, upadacitinib) — для лечения ревматоидного артрита, $1,65 млрд;
- Креон (Creon, панкреатиновые ферменты) — при нарушениях пищеварения, $1,19 млрд.

В списке крупнейших публичных компаний мира Forbes Global 2000 в 2021 году AbbVie заняла 74-е место (207-е по размеру выручки, 132-е по чистой прибыли, 260-е по активам и 58-е по рыночной капитализации). По версии журнала Fortune, компания заняла 68-е место в списке крупнейших компаний США Fortune 500 и 247-е место среди крупнейших компаний мира Fortune Global 500.
|                      | 2013  | 2014  | 2015  | 2016  | 2017  | 2018   | 2019   | 2020  | 2021  |
| -------------------- | ----- | ----- | ----- | ----- | ----- | ------ | ------ | ----- | ----- |
| Оборот               | 18,79 | 19,96 | 22,86 | 25,64 | 28,22 | 32,75  | 33,27  | 45,80 | 56,20 |
| Чистая прибыль       | 4,128 | 1,774 | 5,144 | 5,953 | 5,309 | 5,687  | 7,822  | 4,616 | 11,54 |
| Активы               | 29,24 | 27,51 | 53,05 | 66,10 | 70,79 | 59,35  | 89,12  | 150,6 | 146,5 |
| Собственные средства | 4,492 | 1,742 | 3,945 | 4,636 | 5,097 | -8,446 | -8,172 | 13,08 | 15,41 |